# Indie na Letních olympijských hrách 2000
Indie se účastnila Letní olympiády 2000. Zastupovalo ji 52 sportovců.

## Medailisté
| Medaile | Jméno             | Sport    | Soutěž                       |
| ------- | ----------------- | -------- | ---------------------------- |
| Bronz   | Karnam Malleswari | Vzpírání | ženy polotěžká váha do 69 kg |